# Маргарита из Читта-ди-Кастелло
Святая Маргари́та из Читта-ди-Кастелло (итал. Margherita da Città di Castello; 1287, Metola, Марке — 13 апреля 1320, Читта-ди-Кастелло, Умбрия) — итальянская католичка, член Третьего Доминиканского ордена. Будучи человеком с ограниченными возможностями, Маргарита прославилась своей глубокой верой и святостью.
Беатифицирована 9 октября 1609 года папой Павлом V, канонизирована папой Франциском 24 апреля 2021 года.
День памяти — 13 апреля.

## Биография
Маргарита делла Метола родилась в Перудже в 1287 году в знатной семье Паризио и Эмилии в замке Метола недалеко от Меркателло-суль-Метауро. Её отец служил в гарнизоне замка. Девочка была слепой от рождения, карлицей и имела трудности с хождением из-за кривизны позвоночника.
Родители стыдились дочери и скрывали её от всех, пока 6-летнего ребёнка не обнаружила горничная, которая и дала ей имя Маргарита, что в переводе с греческого означает «жемчужина». Чтобы никто чужой её больше не увидел, родители Маргариты следующие десять лет держали дочь взаперти в комнате, примыкающей к часовне их резиденции. Тем не менее Маргарите было разрешено посещать мессы и принимать причастия, а капеллан её родителей обучал её священному писанию. Когда возникла угроза захвата замка, Паризио приказал жене укрыть лицо дочери и бежать в его другой замок в Меркателло. Там она снова была заключена в похожую на склеп камеру, в которой не было ничего, кроме старой маленькой скамейки.

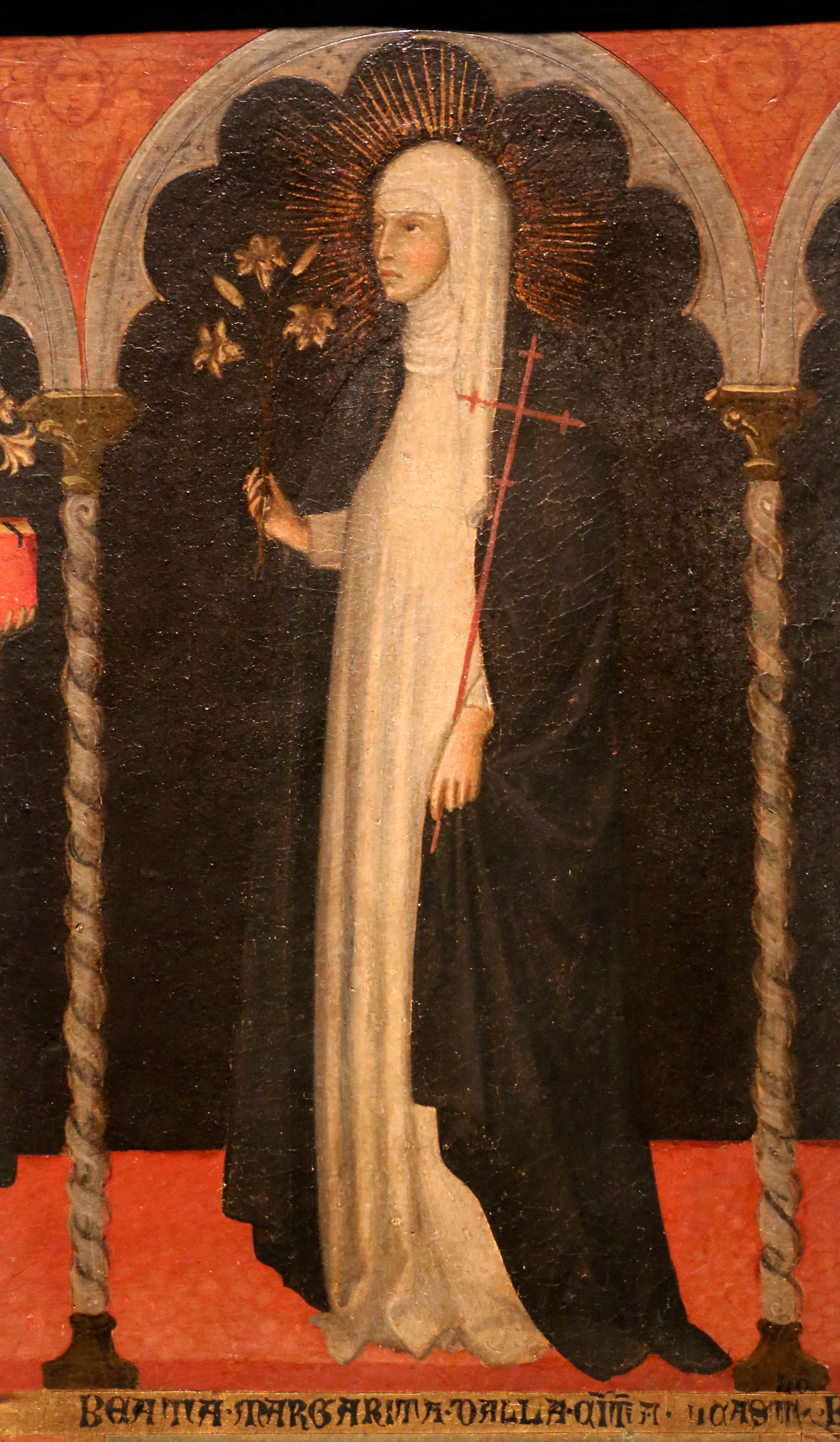
Маргарита из Читта-ди-Кастелло. Андреа ди Бартоло, 1394/98

Те немногие, кто знал о Маргарите, были возмущены таким жестоким отношением, но не осмеливались перечить несдержанному Паризио. Вскоре Эмилия предложила мужу отвести дочь в церковь в надежде на чудесное исцеление врождённых недугов. В 1303 году они однажды утром отвезли её во францисканскую церкви в Читта-ди-Кастелло, где якобы происходили чудеса. Маргарита не исцелилась и Паризио и его жена оставили дочь там; Маргарита не держала зло на родителей за их поступок.
В течение нескольких месяцев Маргарита вместе с другими бедняками и бродягами вынуждена была просить подаяние. Наконец, она нашла убежище в местном монастыре, однако вскоре монахини выставили девушку за дверь, поскольку её истовая вера и благочестие служили монахиням молчаливым укором. Оказавшись на улице во второй раз, Маргарита нашла приют в дому супружеской пары, которые выделили ей комнату и позволили проводить время молитвах. Чтобы поблагодарить их за доброту, Маргарита занялась христианским воспитанием детей, обучая их псалмам и присматривая за ними, пока их родители работали. Слух о её святости распространился по Читта-ди-Кастелло, и многие приходили к ней за советом или молитвой.
После знакомства с доминиканскими монахами, Маргарита приняла Устав Третьего ордена и облачилась в орденские монашеские одеяния. Аскезы Маргариты состояли из постоянного поста, длительных бодрствований (она спала на полу всего два часа в сутки). Маргарита до конца дней прожила в доме своих благодетелей, занималась благотворительностью, заботилась о бедных и больных. 
33-летняя Маргарита умерла от болезни 13 апреля 1320 года. Ей приписывали чудеса, левитацию и видение воплощённого Христа в момент вознесения. Её нетленные мощи находятся в доминиканской церкви в Читта-ди-Кастелло.